# リゾルツ・メイ・ヴァリー
『リゾルツ・メイ・ヴァリー』（Results May Vary）は、アメリカ合衆国のミクスチャー・ロック（ニュー・メタル）バンド、リンプ・ビズキットの4thアルバム。
アメリカのアルバム・チャートで初登場3位。

## 概要
- 2001年にギタリストウェス・ボーランドが脱退した為、バンドは路線変更を余儀なくされる。今作はフレッド・ダーストを唯一のリーダーに置いて制作したアルバムである為、これまでに確立させた音楽スタイルから離れた形となる。ラップが減りオルタナティブ・ロック、アコースティック、ファンクなどに手を広げている。失恋やいじめ、自己憐憫を題材とした内省的な歌詞も特徴。
- 2002年にウェスの後任としてスノットからマイク・スミスが加入したが、後にバンド内で関係が悪化したことで彼が録音した曲の多くが破棄されている。フレッドは招聘したゲストと共にギター部分を演奏し完成させている。2004年にマイクが脱退。
- 制作は難航しタイトルは幾度も変更。フレッドは30曲以上作ったと言われており、中にはウィーザーやヘルメットらと録った曲があるものの、収録されることは無かった[1][2]。
- ファンや評論家からは否定的なレビューが目立った。全米での売上はトータルで130万枚と前作、前々作を大きく下回る結果となった。

## 収録曲
1. Re-Entry - 2:37
2. Eat You Alive - 3:57 - 1stシングル
ウェスが離脱して以降、バンドとしては初めて発表した曲。ミュージックビデオには、女優ソーラ・バーチ、俳優ビル・パクストンが出演。
3. Gimme the Mic - 3:05
4. Underneath the Gun - 5:42
5. Down Another Day - 4:06
6. Almost Over - 4:38
7. Build a Bridge - 3:56 - 作曲にコーンのブライアン・ウェルチが参加。
8. Red Light–Green Light - 5:36 ラッパーのスヌープ・ドッグがフィーチャリング。
9. The Only One - 4:08
10. Let Me Down - 4:16
11. Lonely World - 4:33
12. Phenomenon - 3:59
13. Creamer (Radio Is Dead) - 4:30
14. Head for the Barricade - 3:34
15. Behind Blue Eyes - 6:05 - 2ndシングル
The Whoの「ビハインド・ブルー・アイズ」のカバー曲。曲の最後に隠しトラック「All That Easy」が続く。こちらはitune版にボーナストラックとして収録されている。
アメリカ以外の国でヒットした。チェコとスウェーデンでは1位。オーストリア、デンマーク、ドイツ、ノルウェーでは3位以内。オーストラリアでは4位。イギリスのシングルチャートでは最高18位。
アカデミー賞女優のハル・ベリーがミュージックビデオに出演。主演した映画『ゴシカ』のシーンを収録している。
16. Drown - 3:51